# Renato Hélios Migliorini
Renato Hélios Migliorini (Jaú, 26 de junho de 1926 – Ribeirão Preto, 26 de janeiro de 2008) foi um pioneiro médico, bioquímico, pesquisador e professor universitário brasileiro.
Comendador da Ordem Nacional do Mérito Científico e membro titular da Academia Brasileira de Ciências, Renato era professor emérito da Faculdade de Medicina de Ribeirão Preto da Universidade de São Paulo (FMRP-USP).

## Biografia
Renato nasceu na cidade de Jaú, no interior de São Paulo, em 1926. Era filho de Pedro Migliorini e Amelide Lunardi. Veio para a capital paulista para estudar medicina na Faculdade de Medicina da Universidade de São Paulo, onde se formou em 1949. Em 1953, foi o primeiro contratado em dedicação exclusiva do Departamento de Fisiologia da Faculdade de Medicina de Ribeirão Preto da USP, onde ficou até se aposentar.
O doutorado foi defendido em 1959 e neste mesmo ano, com bolsa da Fundação Rockefeller, fez estágio de pós-doutorado na Universidade da Califórnia. Em 1962, defendeu tese de livre-docência. Foi professor associado e titular da faculdade de medicina, tendo se dedicado em tempo integral ao ensino e pesquisa nas áreas de Bioquímica e Fisiologia.
Sua pesquisa se concentrava nos mecanismos de controle hormonal, neural e nutricional de processos metabólicos envolvidos na homeostase calórica. Algumas de suas contribuições foram a demonstração da existência de glicoreceptores no hipotálamo, sensíveis à insulina e ativados em situações de demanda brusca de energia e durante o jejum prolongado, que estimulam a lipólise do tecido adiposo por meio de uma ativação direta das fibras simpáticas do tecido; a verificação de que aves e mamíferos carnívoros e mamíferos onívoros adaptados a dietas hiperproteicas apresentam aspectos característicos do metabolismo de carboidratos e de lipídeos, especialmente dos mecanismos de adaptação ao jejum, que são diferentes daqueles observados em animais sob dieta balanceada; a demonstração de que a neoglicogênese hepática pode ser ativada por estimulação química do hipotálamo e a verificação de que a hiperglicemia produzida por estimulação de sinapses colinérgicas hipotalâmicas resulta de uma ativação da gliconeogênese e da glicogenólise hepáticas mediada pela secreção de adrenalina pela medula adrenal, e representa um dos mecanismos de controle da glicemia pelo sistema nervoso central.
Formou boa parte da mão de obra especializada em fisiologia e ácidos graxos do país enquanto professor da faculdade de medicina.

## Morte
Renato morreu em 16 de janeiro de 2008, em Ribeirão Preto, aos 81 anos. Foi casado desde 1953 com Emília Blat Migliorini, e deixou quatro filhos: Renato, Maria Cecilia, Vera Lucia e Valéria, e seis netos.